# Hogsmeade
În seria de cărți și filme „Harry Potter”, satul Hogsmeate este singurul sat din Marea Britanie în care locuiesc numai vrăjitori. Elevii de la Hogwarts puteau să-l viziteze câteodată în weekend, dar numai cei din anii 3, 4, 5, 6 și 7. Elevii vizitau aleea principală, unde erau diverse magazine, cum ar fi Zonko's și Lorzii Mierii. De asemenea, ei admirau și Urlet în Noapte. În Hogsmeade era și gara unde ajungea, sau de unde pleca, Expresul de Hogwarts.

## Istorie

### Istorie Îndepărtată
Hogsmeade a fost fondat cu mai bine de 1000 de ani în urmă, cam în același timp cu Hogwarts de vrăjitorul medieval Hengist de Woodcroft. În 1612, satul a fost locul de desfășurare a Rebeiunii Goblinilor.

### 1995
În iarna anului 1995, un grup de elevi de la Hogwarts nemulțumiți de influența Ministerului Magiei asupra Școlii Hogwarts au format Armata lui Dumbledore. Prima întâlnire a grupului a avut loc la Capul de Mistreț.

#### 1997-1998
În timpul Bătăliei de la Hogwarts, Aberforth Dumbledore a chemat întăriri din Hogsmeade să ajute la apărarea Școlii Hogwarts. Prin pasajul dintre Capul de Mistreț și Camera Necesității, unii dintre elevi au fost evacuați și întăririle au ajuns la Hogwarts.

## Vremea
Satul este vizitat de elevi iarna și este prezentat ca un sătuc mic și înzăpezit desprins, parcă, direct de pe o felicitare de Crăciun. Fiind așezat în vârful muntelui este posibil ca în Hogsmeade să ningă tot timpul, sau sunt puse asupra lui doar niște vrăji, având în vedere ca în Hogsmeade ningea când se desfășura Bătălia de la Hogwarts, care a avut loc în luna mai.

## Cladiri si Magazine
- Dervish & Banges - un magazin care vinde și repară câteva instrumente magice
- Dogweed and Deathcap - un magazin specializat în Ierbologie.
- Dominic Maestro's - magazin de muzica
- Gladrags Wizardwear - un magazin de îmbrăcăminte care vinde, printre altele, și șosete care încep sa tipe atunci când devin prea mirositoare
- Salon de Frizerie - fata in fata cu Lorzii Mierii
- Posta Hogsmeade - oficiul postal
- Gara Hogsmeade - gara
- Lorzii Mierii - magazin care vinde dulciuri; are un pasaj secret în pivnița care duce la Hogwarts
- Ceainăria Doamnei Puddifoot - de obicei cuplurile se duc acolo la întâlniri
- Magazinul de Pene al lui Scrivenshaft - un magazin pentru toate tipurile de pene de scris
- Urlet în Noapte - cea mai bântuită cladire din Marea Britanie. Sătenii credeau că era bântuită, însă nu știau că de fapt acela era locul unde vârcolacul Remus Lupin se ascundea atunci când se transforma și făcea acele zgomote înfricoșătoare
- Capul de Mistreț - o cârciumă deținută de fratele lui Albus Dumbledore, Abeforth. Are un pasaj secret către Hogwarts creat de către Camera Necesităților.
- La Trei Mături - cârciuma deținuta de Doamna Rosmerta
- Zonko - magazin de glume și farse

## Apare În
- Harry Potter și Piatra Filozofală(Menționat pentru prima oară) (Menționat ca un sat)
- Harry Potter și Piatra Filozofală (film)(Numele apare pe o bancă)
- Harry Potter și Piatra Filozofală (joc video)
- Harry Potter și Camera Secretelor (joc video)
- Harry Potter și Prizonierul din Azkaban(A apărut prima dată)
- Harry Potter și Prizonierul din Azkaban (film)
- Harry Potter și Prizonierul din Azkaban (joc video)
- Harry Potter și Pocalul de Foc
- Harry Potter și Ordinul Phoenix
- Harry Potter și Ordinul Phoenix (film)
- Harry Potter și Ordinul Phoenix (joc video)
- Harry Potter și Printul Semipur
- Harry Potter și Printul Semipur (film)
- Harry Potter și Printul Semipur (joc video)
- Harry Potter și Talismanele Morții
- Harry Potter și Talismanele Morții. Partea 2 (film)
- Harry Potter și Talismanele Morții. Partea 2 (joc video)
- Pottermore
- The Wizarding World of Harry Potter